# Tibetaans voetbalelftal (mannen)
Het Tibetaans voetbalelftal is een team van Tibetaanse voetballers in ballingschap dat Tibet vertegenwoordigt bij internationale wedstrijden. Tibet is geen lid van de FIFA en de AFC en is dus uitgesloten van deelname aan het WK en de Asian Cup. Om die reden is het team lid van de ConIFA. Het elftal speelde zijn eerste interland op 6 november 1972 tegen Nepal, waarbij het met 4-0 verloor.

## Geschiedenis
Tibetanen kwamen voor het eerst in aanraking met voetbal toen Britten en hun Indische soldaten aan het begin van de 20e eeuw voetbal speelden bij het Britse handelsagentschap in Gyantse. In de jaren 50 kwamen er verschillende populaire voetbalteams op, zoals Lhasa, Potala, Drapchi en het Bodyguard Regiment. Tibetaanse elftallen speelden tegen elkaar of teams van het Chinese leger.
In Tibet werd de voetbalcultuur onder Mao en de Chinese Culturele Revolutie sinds 1966 tot een minimum gereduceerd en werd het Nationale Stadion van Kham verwoest. Het stadion werd gereconstrueerd.

## Onofficiële wereldkampioenschappen
In 2006 deed het Tibetaanse voetbalelftal mee aan de FIFI Wild Cup en de ELF Cup.
In de FIFI Wild Cup 2006 speelde Tibet twee wedstrijden, waarbij het tegen Gibraltar verloor met 0-5 en met 0-7 van de Republiek St. Pauli (oud-spelers van FC St. Pauli). Hiermee was de club uitgeschakeld in de voorronde van groep B.
Na de uitschakeling in de voorrondes van het VIVA wereldkampioenschap voetbal nam Tibet deel aan de ELF Cup in 2006 in Noord-Cyprus. Met een doelsaldo van 0-14 tegen in drie wedstrijden werd Tibet hier uitgeschakeld.

## Europese tour in 2008
Het voetbalteam onder leiding van Kelsang Döndrub bezocht Nederland in 2008 tijdens een tournee waarbij ook Italië, Oostenrijk en Zwitserland werden aangedaan. De tournee werd georganiseerd door Sports Without Frontiers Foundation en had een tweeledig doel: bewustzijn kweken bij het Nederlandse publiek van de gebeurtenissen in Tibet en het verbeteren van de prestaties van de voetballers. Het sportieve doel was daarnaast dat de spelers met de opgedane ervaring zelf training konden geven aan andere jonge Tibetanen. Verder werden er benefietwedstrijden en -manifestaties georganiseerd, omdat het team verder geen sponsoren kent. De tournee werd georganiseerd door het  International Campaign for Tibet - Europa, als onderdeel van de Beijing 2008: Race for Tibet campagne. Het elftal telde zestien spelers, waarvan elf uit India en de rest uit Europa.

### Maasland (april)
Van 15-20 april was het team te gast in Maasland (Zuid-Holland), waar trainingen kreeg van een lokaal trainerstrio van MVV '27. De eerste wedstrijd tegen VDL-Maassluis werd ruim verloren. De wedstrijd aan het eind van de week tegen reserve-eersteklasser RKVV Jeka-3 uit Breda werd verrassend gelijk gespeeld met 1-1.

### Friesland
Op maandag 21 april reisde het team af naar het Friese Langezwaag, waar het een clinic zou krijgen van Foppe de Haan. De Haan wilde hier in eerste instantie aan meewerken omdat het project werd gezien als ontwikkelingshulp. Op 20 april 2008 besloot hij hier echter van af te zien, aangezien er te veel journalisten en cameraploegen op dit nieuws afkwamen en het initiatief een politieke lading dreigde te krijgen. De bondscoach van het Nederlands voetbalelftal onder 21 tijdens de Olympische Zomerspelen 2008 in Peking, wilde geen politiek statement afgeven gezien het consequenties zou kunnen hebben vanwege de politieke situatie. Assistent-trainer Maarten de Jong van Jong Oranje nam de leiding tijdens een kalme training over, waarbij de media-aandacht toen beperkt bleef.

### Andere Europese landen
Het elftal reisde vervolgens op 22 april af naar Italië, op 25 april naar Zürich, op 30 april naar Wenen en op 7 mei naar Milaan, waar het die dag met 2-13 verloor tegen het nationale selectie van Padanië.

### Maasland (mei)
Van 13-18 mei kwam het voetbalteam onverwacht opnieuw naar Maasland, om via Nederland terug te keren naar India. Hierbij speelde het op 17 mei een benefietwedstrijd tegen MVV '27. Tibet kwam in de eerste helft voor met 3-1, maar uiteindelijk won Maasland met een treffer in de laatste minuut van de wedstrijd.

## Profvoetballer
Tibet had tot en met 2006 slechts één profvoetballer in de gelederen, Dorjee Tsawa, een Zwitserse defensieve middenvelder van Tibetaanse afkomst die tot en met 2006 bij FC Schaffhausen speelde. Hij kwam 41 maal uit in de Challenge League waarbij hij drie doelpunten maakte en 234 maal in de Axpo Super League, de hoogste Zwitserse divisie, waar hij acht maal raak schoot. Sinds 2007 is hij jeugdtrainer bij FC Zürich.
Tot de voetballers die op redelijke hoogte speelden, maar niet het prof niveau bereikten, kan onder anderen Tashi Tsering gerekend worden, een aanvaller die speelt in de hoogste divisie van Nepal bij Manang Marsyangdi Club. Verder is Tamding Tsering een paar jaar doelman geweest bij de Uttar Pradesh Police in de NFL Premier Division in India. De topscorer van het Tibetaanse elftal is sinds 2007 Tsering Dhundup.

## Selectie
De selectie van bondscoach Kelsang Döndrub bestond in 2007/2008 uit de volgende spelers:
- Doelmannen: Tamding Tsering, Tenzin Namgyal en Tsering Wangchug
- Verdedigers: Lobsang Wangyal, Gonpo Dorjee, Kunchok Dorjee, Passang Phuntsok, Ngawang Tenzin, Dawa Tsering en Dorjee Tsering
- Middenvelders: Tsering Dhundup, Tsering Chonjor, Tenzin Dhargyal, Nyima Gyalpo en Dorjee Wangchuk
- aanvallers: Tashi Tsering, Karma Yeshi, Tseten Namgyal,  Lobsang Norbu, Sönam Rinchen, Tenzin Tsering en Tenzin Tshepel